# Chitona baulnyi
Chitona baulnyi is een keversoort uit de familie schijnboktorren (Oedemeridae). De wetenschappelijke naam van de soort is voor het eerst geldig gepubliceerd in 1864 door Fairmaire.